# Bruce Matthews (football américain)
Pour les articles homonymes, voir Bruce Matthews.
Pro Football Hall of Fame 2007
(en) Statistiques sur pro-football-reference
Bruce Rankin Matthews, né le 8 août 1961 à Raleigh (Caroline du Nord), est un joueur de football américain ayant évolué dans la ligne offensive.

## Biographie
Bruce est le fils de Clay Matthews, Sr. qui joua en National Football League dans les années 1950. Son frère Clay Matthews est également joué au niveau professionnel, tandis que son neveu Clay Matthews III est actuellement professionnel.
Il étudia à l'Université de Californie du Sud, jouant au football américain dans les Trojans d'USC mais il pratiquait également la lutte gréco-romaine. Il fut récompensé en football américain par le Morris Trophy en 1982.
Bruce fut drafté en 1993 à la 9e place (premier tour) par les Titans du Tennessee alors que la franchise s'appelait les « Oilers de Houston ». Il restera dans la franchise de 1983 à 2001 toute sa carrière, même lorsque celle-ci déménagea de Houston à Nashville. Il côtoiera entre autres le running back Earl Campbell.
Au cours de sa carrière, il évolua au poste d'offensive tackle, d'offensive guard et de centre, c'est-à-dire dans tous les postes de la ligne offensive.
Joueur à la longévité exceptionnelle, Matthews a enregistré la longévité record de la NFL pour n'importe quelle position avec ses 19 saisons jouées. Il détient également le record de la ligue pour le nombre de matchs joué (296) et les saisons (19) jouées par un joueur de la ligne offensive.
Son numéro 74 a été retiré dans la franchise des Titans.
Il fut sélectionné quatorze fois au Pro Bowl (1988, 1989, 1990, 1991, 1992, 1993, 1994, 1995, 1996, 1997, 1998, 1999, 2000 et 2001), record à égalité avec Merlin Olsen.
Il a intégré le Pro Football Hall of Fame en 2007, dès sa première année d'éligibilité rejoignant ainsi d'autres joueurs de la draft 1983 comme Dan Marino, Eric Dickerson, John Elway et Jim Kelly. Il est, en 2007, le premier joueur de la franchise à avoir eu cet honneur.
Désigné par les votants du Pro Football Hall of Fame, il fait partie de l'équipe NFL de la décennie 1990 en tant qu'offensive guard.
Il est le père de Jake Matthews.